# Phoenicoprocta cubana
Phoenicoprocta cubana är en fjärilsart som beskrevs av Druce 1899. Phoenicoprocta cubana ingår i släktet Phoenicoprocta och familjen björnspinnare. Inga underarter finns listade i Catalogue of Life.